# Kundskabens træ
Kundskabens træ é um filme de drama dinamarquês de 1981 dirigido e escrito por Nils Malmros e Frederick Cryer. Foi selecionado como representante da Dinamarca à edição do Oscar 1983, organizada pela Academia de Artes e Ciências Cinematográficas.

## Elenco
| Ator                       | Papel             |
| -------------------------- | ----------------- |
| Eva Gram Schjoldager       | Elin              |
| Jan Johansen               | Niels-Ole         |
| Line Arlien-Søborg         | Anne-Mette        |
| Marian Wendelbo            | Elisabeth         |
| Gitte Iben Andersen        | Lene              |
| Brian Theibel              | Willy Bonde       |
| Erno Müller                | professor         |
| Merete Volstedlund         | mãe de Anne-Mette |
| Karin Flensborg            | mãe de Elin       |
| Knud Andreasen             | pai de Elin       |
| Lone Elliot                | Maj-Britt         |
| Astrid Holm Nielsen        | Ina               |
| Bo von der Lippe           | Jørn              |
| Morten Nautrup             | Flemming          |
| Martin Lysholm Jepsen      | Helge             |
| Anders Ørgård              | Gert              |
| Dan Rørmand Brøgger        | Torkild           |
| Lars Spang Kjeldsen        | Søren Roland      |
| Nikolaj Flensborg          | Kaj               |
| Hanne Sørensen             | Mona              |
| Anne-Mette Brinch Andersen | Gås               |
| Anne-Mette Kjøller Warlo   | Joan              |
| Malene Darre               | Loppe             |
| Lars Hjort Frederiksen     | Carsten           |
| Karen Møller               | Mrs. Andreasen    |
| Jørgen Nygaard             | Pastor            |